# Gli Snicci e altre storie
Gli Snicci e altre storie è un libro per bambini scritto dal Dr. Seuss tradotto da Anna Sarfatti pubblicato nel 1961, il libro contiene altre due storie intitolate: "Troppi Cicci" e "Che paura!"

## Trama

### Gli Snicci
In una spiaggia vivono due razze di grossi uccelli gialli, gli Snicci. Si differenziano fra loro per un piccolo particolare: gli Snicci stellati hanno una piccola stella verde sulla pancia mentre quelli comuni no.
Gli "Stellati" trattano quelli "Comuni" molto male, escludendoli da qualsiasi attività, finché un giorno non arriva una scimmia che propone ai "Comuni" di far comparire una stella anche sulla loro pancia, con una macchina di sua invenzione e per soli pochi soldi.
Gli "Snicci Stellati", non essendo più diversi e non potendosi più distinguere, vengono convinti dalla scimmia ad entrare in un'altra macchina di sua invenzione che, per pochi soldi, permetterà di togliere la stella.
In questo modo Snicci Stellati diventano Comuni mentre quelli Comuni diventano Stellati, con un continuo via vai in tutte e due le macchine. Alla fine la scimmia se ne va via piena di soldi, lasciando di Snicci confusi, ormai incapaci di riconoscersi tra Stellati e no.
La storia finisce con le due razze di Snicci che si apprezzano fra di loro.

### Troppi Cicci
Questa storia racconta di una mamma che ha ventitré bambini il cui nome di ognuno è Ciccio.

### Che paura!
Un coniglio bianco che afferma di non avere paura una sera incontra dei pantaloni verde pera che si muovono da soli. All'inizio ha paura ma poi comincia a farselo amico.